# カラマンドラーナ
カラマンドラーナ（伊: Calamandrana）は、イタリア共和国ピエモンテ州アスティ県にある、人口約1,700人の基礎自治体（コムーネ）。

## 地理

### 位置・広がり

#### 隣接コムーネ
隣接するコムーネは以下の通り。
- カネッリ
- カッシナスコ
- カステル・ボリオーネ
- ニッツァ・モンフェッラート
- ロッケッタ・パラフェーア
- サン・マルツァーノ・オリヴェート

#### 地震分類
イタリアの地震リスク階級 (it) では、4 に分類される
。

## 行政

### 分離集落
カラマンドラーナには、以下の分離集落（フラツィオーネ）がある。
- Boidi, Bruciati, Case Vecchie, Chiesa Vecchia, Ferrai, Garbazzola, Quartino, San Vito, Valle Chiozze, Valle San Giovanni

## 姉妹都市
- Kisapostag、ハンガリー